# Неизживян живот
Неизживян живот (на английски: An Unfinished Life) e американско-германски драматичен филм от 2005 година. Режисьор на филма е Ласе Халстрьом, а главните роли се изпълняват от Робърт Редфорд, Дженифър Лопес, Морган Фрийман и Джош Лукас.

## Резюме
Ейнар (Робърт Редфорд) още тъгува за сина си, който е умрял преди 10 години. Той е оставил и брака, и ранчото си да се разпаднат. Той е решен да прекара остатъка от живота си в самота и уединение, общувайки само с помощника си Мич (Морган Фрийман), докато не се появява човекът, когото той счита виновен за смъртта на сина си – снаха му Джийн (Дженифър Лопес). Джийн не само се появява в ранчото неочаквано, но и води със себе си дъщеря си Гриф, за която твърди, че е внучка на Ейнар. Пристигането им обръща живота му с главата надолу, но постепенно той е спечелен от искреността и желанието на Гриф да има истинско семейство. Общуването с детето стопля сърцето му и отваря за Ейнар пътя на опрощението и обичта, за да намери той отново смисъл да живее.

## Премиера
Филмът е пуснат за разпространение в САЩ на 9 септември 2005 година. В България излиза директно на ДВД на 10 май 2006 година.